# جائزة كندا الكبرى 2012
جائزة كندا الكبرى 2012 (بالإنجليزية: 2012 Canadian Grand Prix)‏ هو سباق فورمولا 1 أقيم في حلبة جيل فيلنوف، مونتريال، كندا. كان السابع من أصل 20 في بطولة العالم لسباقات الفورمولا واحد موسم 2012. حلّ البريطاني لويس هاملتون أولا بينما جاء الفرنسي رومان غروجان في المركز الثاني.